# Khalifa Haftar
Khalifa Belqasim Haftar Alferjani  (en arabe : خليفة بلقاسم حفتر الفرجاني, Ḫalīfa Bilqāsim Ḥaftar Alferjani), né le 7 novembre 1943 à Ajdabiya, est un militaire libyen, maréchal et commandant en chef de l'Armée nationale libyenne depuis 2015. Il est candidat déclaré à la prochaine élection présidentielle libyenne.

## Carrière

### Formation et premiers engagements
Khalifa Haftar est issu de la tribu des Ferjany, dont le fief est la ville de Syrte, ville natale du colonel Mouammar Kadhafi.
En 1963, Khalifa Haftar entre à l'académie militaire royale de Benghazi, où il fait la connaissance du colonel Kadhafi. Adhérant au Mouvement des officiers libres, il participe avec lui et d'autres camarades au coup d'État du 1er septembre 1969 contre le régime du roi Idris Ier. À ce titre, il neutralise la base aérienne américaine Wheelus, située non loin de Tripoli, qui est alors un pilier de la présence des États-Unis en Méditerranée. Elle sera finalement prise sans qu'un coup de feu ne soit tiré.
Il affirme a posteriori avoir cependant pris rapidement ses distances avec Mouammar Kadhafi, dont il juge le comportement trop autoritaire. En 1973, ce dernier l'envoie comme négociateur auprès du président Anouar el-Sadate pour préparer la participation libyenne à la guerre du Kippour, contre Israël. Lors de ce conflit, il commande une unité de chars qui franchit la ligne Bar-Lev, chaîne de fortifications construite par l'État hébreu le long du canal de Suez. Il reçoit la médaille du Sinaï.
En 1978, puis en 1983, il est envoyé à Moscou pour suivre la formation de l'école de l'état-major soviétique,.

### Guerre Tchado-libyenne
Chef de corps du corps expéditionnaire libyen de l'armée de Mouammar Kadhafi, il participe aux opérations visant à maintenir la présence illégale de la Libye sur la bande d'Aouzou, à la frontière tchado-libyenne. Le président tchadien autoproclamé, Hissène Habré, transfuge du gouvernement d'unité nationale de Goukouni Oueddei, et soutenu par la France et les États-Unis, dirige 11 200 hommes contre 21 400 aux Libyens et à leurs alliés lors de l'opération Manta puis de l'opération Épervier. Ces derniers sont battus le 13 avril 1987 au cours de la bataille de Ouadi Doum, et Khalifa Haftar est fait prisonnier à N'Djamena.

### Rupture avec le régime de Kadhafi
Il demande finalement à rencontrer Hissane Habré et lui déclare qu'il est désormais opposé à Khadafi, ce qui lui permet d’être libéré avec la majorité des autres prisonniers. Soutenu par les États-Unis, il devient à la fin des années 1980 le chef de la « Force Haftar » basée au Tchad. Constituée des quelque 2 000 Libyens capturés avec leur chef, ce groupe équipé par Washington était destiné à envahir la Libye pour renverser Kadhafi. Mais la Force Haftar dut être exfiltrée en urgence en 1990, à l'arrivée au pouvoir à N'Djamena d'Idriss Déby. Le nouvel homme fort tchadien était soumis à de fortes pressions de Kadhafi pour livrer le général. Par ailleurs, la fin de la guerre froide rebat les cartes diplomatiques, la France souhaitant développer ses relations avec la Libye et ne mettant plus à l'ordre du jour le renversement de Kadhafi.
Les États-Unis organisèrent un pont aérien, avec escales au Nigeria et au Zaïre pour ses hommes ; il s'exila aux États-Unis, atterrissant à Washington le 20 décembre 1990. Les anciens soldats libyens bénéficient alors d'un programme destiné aux réfugiés (cours d'anglais, formation professionnelle et aide médicale) et sont répartis dans plusieurs États du pays. Khalifa Haftar s'installe à Vienna, près de Langley, le siège de la CIA. Répondant à une interview en décembre 1991, il confirme que les anciens combattants libyens reçoivent un entraînement militaire régulier. En 1995, il publie un fascicule : Le changement en Libye, une vision politique du changement par la force.
Il s'active, se déplaçant à Genève, Madrid ou encore Sofia, pour préparer un nouveau coup d'État contre Kadhafi. Celui-ci doit avoir lieu le 19 octobre 1993 mais finalement, une vague d'arrestations lancée une semaine avant l'opération compromet le projet. Certains des conjurés sont exécutés ; deux des frères de Khalifa Haftar sont condamnés à 15 et 20 ans de prison.

## Haftar, chef de guerre

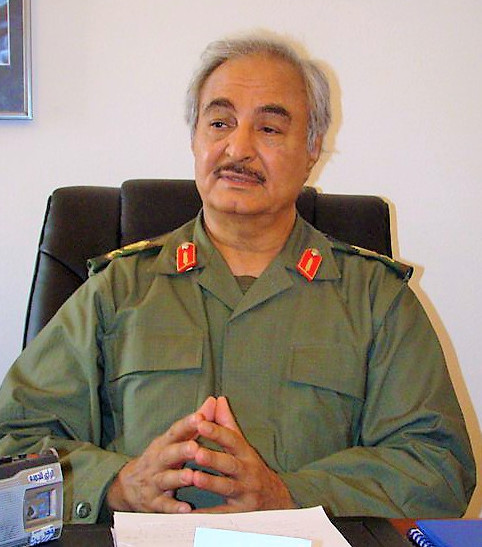
Khalifa Haftar en 2011.

### Première guerre civile libyenne
En 2011, il retourne en Libye pour soutenir l'insurrection. Le 24 mars, un porte parole de l'armée annonce qu'il a pris le commandement de l'armée rebelle. Il participe à la bataille du golfe de Syrte et à la troisième bataille de Brega. À Benghazi, il est l'un des chefs militaires du Conseil national de transition (CNT), avec le général Abdelfattah Younès (assassiné en 2011). Après la chute de Kadhafi, il est nommé le 18 novembre 2011 chef de l'état-major de l'armée, provoquant la colère des islamistes, qui le considèrent comme « l'homme des Américains ». Ce titre est cependant officieux. Il se retire finalement dans sa maison de Benghazi.
De 2011 à 2013, il réside en Virginie, aux États-Unis.

### Deuxième guerre civile libyenne
En 2014, l'État n'étant pas arrivé à unifier les nombreux groupes armés, qui refusent de se placer sous l'autorité de l'armée régulière, il fonde sa propre force armée. Il reproche aux étrangers de venir s'enrichir en Libye puis repartir et critique l'inaction du gouvernement concernant l'insécurité. Initialement présenté comme un « général de pacotille » par les médias, il gagne en crédibilité en unifiant une partie de l'armée et des tribus contre les islamistes d'Al-Qaida. Dans sa conquête du pouvoir, il a le soutien des fédéralistes du Conseil de la Cyrénaïque (ar) (dirigés par Ibrahim Jebran et basés à Tobrouk), des forces spéciales de la région orientale, d'unités de l'armée de l'air et de certaines milices,.
Il annonce le 14 février 2014 une initiative qui prévoit le gel du Congrès général (le Parlement), du gouvernement et de la constitution provisoire. Il affirme qu'il ne s'agit pas d'un coup d'État ce que confirment les autorités libyennes. Le 18 mai, la milice paramilitaire qu'il dirige attaque le Parlement. Il mène parallèlement une offensive contre des islamistes de Benghazi, qu'il qualifie de « terroristes ». Le 2 mars 2015, il est nommé commandant en chef de l'Armée nationale libyenne. Le pays est alors divisé entre l'Ouest, aux mains de la coalition islamiste Fajr Libya, et l'Est (dont Benghazi), dirigé par le général Haftar. En dépit de son refus d'appliquer la charia dans sa gouvernance, le général Haftar reçoit l'appui de salafistes madkhalistes, qui constituent même « ses plus fervents soutiens militaires », selon Frederic Wehrey (en), spécialiste de la Libye à la Fondation Carnegie pour la paix internationale.
En septembre 2016, il est promu maréchal par le Parlement de Tobrouk. En 2017, Haftar annonce qu'il est prêt à collaborer avec la Russie et les États-Unis pour lutter contre le terrorisme. Il bénéficie également de l'appui de l'Égypte et des Émirats arabes unis. Le 2 mai 2017, il rencontre Fayez el-Sarraj à Abou Dhabi pour la première fois depuis sa nomination à la tête du Conseil présidentiel. Les deux protagonistes annoncent la publication prochaine d'un communiqué sur un accord.
Le 25 juillet 2017, une réunion interlibyenne sous l'égide du gouvernement français se tient au château de La Celle, en présence du président de la République, Emmanuel Macron, et du ministre des Affaires étrangères, Jean-Yves Le Drian ; la réunion se conclut par la signature d'un accord entre Fayez el-Sarraj et le maréchal Haftar qui s'engagent à un cessez-le-feu en Libye. Le 17 décembre 2017, deux ans après la signature des accords de Skhirat, le maréchal Haftar affirme que le mandat du Conseil présidentiel, reconnu par la communauté internationale, mais qu'il n'a jamais reconnu, a pris fin.
Considéré comme l'homme fort de l'Est libyen, il retourne fin 2017 la situation politique à son avantage, ses forces contrôlant une grande partie du pays, au détriment du gouvernement d'entente nationale. Il se présente également comme un recours pour éventuellement diriger le pays dans les années à venir. Il s'entoure alors d'un cercle restreint, composé de deux de ses fils, Saddam et Khaled, qui dirigent des brigades, alors que ses autres fils Okba et Sadiq le conseillent en matière économique et diplomatique. Aoun al-Ferjani est son bras droit militaire. Par ailleurs, au sein du gouvernement de Tobrouk, Salim Mahmoud al-Ferjani dirige la Sûreté de l'État, Balgassem al-Ferjani la Sécurité intérieure et Ayoub al-Ferjani est chargé des investissements militaires. Enfin, Fadel el-Dib est son conseiller politique.
Le 4 avril 2019, le maréchal Haftar lance un appel à marcher sur Tripoli. Sa déclaration déclenche l'offensive sur Tripoli et l'arrivée de l'Armée nationale libyenne aux portes de la capitale. Cette situation entraîne des réactions de la communauté internationale, qui appelle au calme et à éviter une guerre civile.
Le 3 janvier 2020, Khalifa Haftar appelle à la « mobilisation générale » face à une possible intervention turque.
À partir de 2018, Haftar se rapproche également du régime syrien de Bachar el-Assad : cette alliance est officialisée le 3 mars 2020 par la signature d'un accord portant sur la  réouverture de l'ambassade libyenne à Damas.
Le 27 avril 2020, il proclame le transfert du pouvoir du gouvernement de l'Est à son armée.
Il est candidat à l'élection présidentielle libyenne de 2021.
En juillet 2022, Khalifa Haftar a été condamné par un tribunal fédéral américain à dédommager des ressortissants libyens l’accusant de tortures et d’exécutions extrajudiciaires.

## Vie privée
Son épouse et l'un de ses fils vivent au Caire.

## Réconciliation avec la Turquie et blocage de la caravane Al Soumoud (2025)
En avril, le fils de Haftar (Saddam Haftar) part en Turquie pour une réconciliation, la Turquie avait longtemps soutenu le gouvernement d’union nationale mais à présent elle est en bonne entente après plusieurs années de conflit avec le gouvernement d’Haftar.
En juin 2025, les forces de l'Est libyen, sous l'autorité de Khalifa Haftar, ont bloqué la progression de la caravane humanitaire "Al Soumoud", qui tentait de rejoindre le poste-frontière de Rafah afin de soutenir la population de Gaza. Les autorités de l'Est ont interrompu l'accès à la ville de Syrte, coupé les réseaux de communication (téléphone et internet) et interdit la livraison de nourriture, d’eau et de médicaments aux quelque 1500 participants de différentes nationalités, principalement de Libye, Tunisie et Algérie. Plusieurs arrestations ont également eu lieu parmi les membres de la caravane, sans accès à une assistance juridique. Malgré des négociations impliquant des délégations tunisiennes, algériennes et mauritaniennes, les conditions de sécurité se sont dégradées sur le terrain. Les organisateurs ont dénoncé ces mesures comme des tentatives de pression visant à contraindre la caravane à renoncer à sa mission humanitaire.

## Infographies
- Maryline Dumas, « Un conflit libyen sous influences étrangères », sur Le Figaro, 9 décembre 2019 (consulté le 4 janvier 2020)
- Delphine Minoui, « Les ambitions hégémoniques d’Ankara en Libye », sur Le Figaro, 16 décembre 2019 (consulté le 10 janvier 2020)
- Valérie Segond, « Libye: le fiasco diplomatique de l’Italie », sur Le Figaro, 12 janvier 2020 (consulté le 15 janvier 2020)
- Frédéric Bobin, « En Libye, le cessez-le-feu de Tripoli illustre l’influence de la médiation turco-russe », sur Le Monde, 14 janvier 2020 (consulté le 14 janvier 2020)
- Marie Verdier, « La Russie, nouveau maître du jeu pour le conflit libyen », sur La Croix, 14 janvier 2020 (consulté le 15 janvier 2020)
- Marie Verdier, « En Libye, le maréchal Haftar mise toujours sur une solution militaire », sur La Croix, 14 janvier 2020 (consulté le 15 janvier 2020)
- Benjamin Quenelle, « Moscou essaye de jouer le gendarme du conflit libyen », sur Les Echos, 14 janvier 2020 (consulté le 15 décembre 2020)
- Benoît Vitkine et Frédéric Bobin, « A Moscou, le maréchal Haftar refuse de signer un projet de cessez-le-feu sur la Libye », sur Le Monde, 14 janvier 2020 (consulté le 15 janvier 2020)
- Pierre Avril, « Berlin tente sa chance sur le dossier libyen (Situation militaire en Libye à la mi-janvier) », sur Le Figaro, 17 janvier 2020 (consulté le 18 janvier 2020)